# Citroën XM
Citroën XM je francuski automobil marke Citroën i proizvodi se već od 1989. – 2000. godine. Facelifting je bio 1994. godine.

## Motori
- 2.0 L, 81 kW (110 ks)
- 2.0 L, 85 kW (115 ks)
- 2.0 L, 89 kW (121 ks)
- 2.0 L, 97 kW (132 ks)
- 2.0 L turbo, 104 kW (141 ks)
- 2.0 L turbo, 108 kW (147 ks)
- 3.0 L, 123 kW (167 ks)v6-motor
- 3.0 L, 125 kW (170 ks)
- 3.0 L, 140 kW (190 ks)
- 3.0 L, 147 kW (200 ks)
- 2.1 L dizel, 60 kW (82 ks)
- 2.1 L turbo dizel, 80 kW (109 ks)
- 2.5 L turbo dizel, 95 kW (129 ks)